# KK Borac Čačak
El KK Borac Čačak (en serbi: Košarkaški klub Borac Čačak / Кошаркашки клуб Борац Чачак) és un club de bàsquet de la ciutat de Čačak a Sèrbia.
Fundat el 1945, l'equip va ser membre de la Lliga Iugoslava. Actualment disputa la Lliga sèrbia i la Lliga Adiàtica.